# Antonio Tauriello
Antonio Tauriello (Buenos Aires, 1931 – Buenos Aires, 20 de abril de 2011) fue un compositor, director de orquesta y pianista argentino.

## Biografía
Antonio Tauriello nació en Buenos Aires en 1931. Fue alumno de Alberto Ginastera. Se ha desempeñado en cargos relevantes como director asociado del departamento de ópera en la Juilliard School en Estados Unidos y en Italia. Desde 1957 hasta 1993 ha formado parte del cuerpo de maestros internos del Teatro Colón. 

## Obra
En su producción hay obras de música sinfónica, música de cámara y óperas. Entre sus obras se encuentran Impromtus (1989), Cuarteto de cuerdas (1990), Arlecchino, fragmentos en homenaje a Ferrucio Bussoni (1991), Culebra de nubes II (1996). El Instituto Iberoamericano de España le encargó una obra para la de celebración de los 500 años del descubrimiento de América. Muchas de sus obras han sido premiadas. 

## Premios y reconocimientos
- 1994 - obtiene el "Gran Premio a la Cultura 1994" por parte del Ministerio de Cultura y Educación, la Secretaria de Cultura y el Fondo Nacional de las Artes.
- 1997 - es premiado por la Sociedad de Críticos Musicales por su trayectoria.
- 1998 - es designado miembro de número de la Academia de Bellas Artes.
- 1989 - Premio Konex.